# Keely Shaw
Keely Shaw, née le 18 juillet 1994 à Midale au Canada, est une cycliste sur piste canadienne. Elle représente le Canada aux Jeux paralympiques d'été de 2020 et remporte une médaille de bronze dans l'épreuve de poursuite individuelle C4,. Elle réédite sa performance avec une nouvelle médaille de bronze aux Jeux paralympiques d'été de 2024, à Paris.

## Biographie

### Jeunesse et formation
Keely Shaw naît le 18 juillet 1994 à Midale dans l'État de Saskatchewan, au Canada. Elle est la fille de Greg et Carol Toles. Elle grandit dans une ferme à Midale,. À l'âge de 15 ans en 2009, elle est impliquée dans un accident d'équitation qui provoque une paralysie partielle du côté gauche.
Keely Shaw effectue des études supérieures à l'Université de la Saskatchewan et y obtient un bachelor en kinésiologie en 2016. Elle obtient ensuite une maîtrise à l'Université de la Saskatchewan dans le domaine de la physiologie de l'exercice et de la nutrition sportive avec une thèse intitulée « L'effet du chocolat noir sur le métabolisme et la performance des cyclistes entraînés à une altitude simulée »,. Elle poursuit ses études supérieures avec un doctorat dans la même université, en physiologie de l'exercice et en nutrition sportive, en mettant l'accent sur la nutrition sportive pour la population particulière des athlètes féminines, des athlètes de niveau master et des athlètes paralympiques. Keely Shaw soutient sa thèse en décembre 2023.

### Carrière sportive
C'est à l'université que Keely Shaw découvre le handisport et s'y intéresse. Elle commence sa carrière cycliste en mai 2017, en participant à une course sur route à Moose Jaw. Elle remporte sa première médaille lors d'un championnat national un an plus tard. Elle est rapidement sélectionnée dans l'équipe nationale canadienne, obtient la 5e place en poursuite individuelle dans la catégorie C4 féminine aux championnats du monde de paracyclisme sur piste en 2018. Elle remporte son premier podium aux championnats du monde en 2019 aux championnats du monde de paracyclisme sur piste UCI,. En 2021, elle fait ses débuts aux Jeux paralympiques, où elle remporte une médaille de bronze au contre-la-montre individuel féminin C4 avec un temps de 3:48.342. Elle est nommée athlète féminine de l'année par Sask Sport pour 2021.
Keely Shaw remporte deux médailles de bronze aux championnats du monde de paracyclisme sur route UCI 2022, une première dans la course sur route féminine C4 de 70,2 kilomètres et la seconde dans le contre-la-montre féminin C4. Aux championnats du monde de paracyclisme sur route 2023, Keely Shaw remporte la médaille de bronze au contre-la-montre individuel féminin en catégorie C4. Elle remporte ensuite l'argent dans la poursuite individuelle féminine C4 aux championnats du monde de paracyclisme sur piste 2023. Aux championnats du monde de cyclisme sur piste paralympique 2024, elle termine sur le podium, à la troisième place dans la poursuite individuelle féminine C4, et neuvième au contre-la-montre sur 500 m.
Elle est qualifiée pour concourir pour le Canada aux Jeux paralympiques d'été de 2024, à Paris. Elle participe au contre-la-montre sur 500 m en C4-5 time trial et à la poursuite individuelle féminine C4. Elle remporte la médaille de bronze en poursuite C4.